# Боромлянський район
Боромлянський райо́н — колишній район Сумської округи.

## Історія
Утворений 7 березня 1923 року з центром у селі Боромля у складі Сумської округи Харківської губернії з Боромлянської і Жигайлівської волостей.
Ліквідований 15 вересня 1930 року, територія приєднана до Тростянецького району.